# チャウルカン
チャウルカン（Ča'urqan, ? - ?）は、モンゴル帝国のカチウン王家に仕えた千人隊長の一人で、ウリヤンハン部の出身。『元朝秘史』では察兀児罕(cháwùérhǎn)、察兀児孩(cháwùérhái)などと記され、後者の表記に従ってチャウルカイ(Ča'urqai)とも記述される。また、『聖武親征録』では抄児寒(chāoérhán)とも記される。

## 概要
『元朝秘史』によると、チャウルカンは「四狗」の一角たるジェルメの弟であったという。キヤト・ボルジギン氏のテムジン(後のチンギス・カン)がジャムカと決別して自らの勢力を拡大させていった頃、チャウルカンともう一人の弟スブタイは先にテムジンに仕えていたジェルメと合流するため、ウリヤンハン部を離れてテムジンの勢力に帰参した。
テムジンの臣下となったチャウルカンはアルカイ・カサル、タガイ・バアトル、スケゲイ・ジェウンらとともに使臣(イルチ)の職を与えられた。『元朝秘史』によると、テムジンはこの4人にイルチの職を任せるに当たって「遠き矢(コラ・コゴチャク)、近き矢(オイラ・オドラ)とこそなれ」と語ったという。この後、早速チャウルカンはアルカイ・カサルとともにジャムカの下に使者(イルチ)として派遣されている。
1203年、チンギス・カンは同盟者であったケレイト部のオン・カンの奇襲を受けてバルジュナ湖に逃れざるを得なくなり、チンギス・カンの弟ジョチ・カサルは単身チンギス・カンと合流できたものの妻子はオン・カンの捕虜となってしまっていた。そこでジョチ・カサルは一計を案じ、ジュウレイト部のカリウダル、ウリヤンハン部のチャウルカンを使者としてオン・カンの下に派遣し、「私は未だ兄チンギス・カンと合流できず、苦しい生活を続けています。私の妻子はオン・カンの下にいると聞いていますが、もし信頼に足る使者を派遣して下されば私はオン・カンの下に帰参しましょう」と述べさせることでケレイト軍の情勢を把握しようとした。更にジョチ・カサルはチャウルカンらに「我々は使者の後を追って移動し、ケルレン川流域のアルカル・ゲウギで待ち伏せる。戻るときにはアルカル・ゲウギを目指すように」と言いつけた。
オン・カンの下にやってきたカリウダルとチャウルカンは計画通りジョチ・カサルの口上を述べ、油断しきっていたオン・カンは彼等の言葉を信じ、信頼する部下イトルゲンを使者として派遣した。打ち合わせ通りにチャウルカンらがアルカル・ゲウギに着くと、異変に気づいたイトルゲンは逃げだそうとしたが、脚の早い馬に乗ったカリウダルが先を塞ぎ、脚の襲い馬に乗ったチャウルカンが後ろから矢を射て馬を倒し、イトルゲンを捕虜とした。その後、チャウルカンを通じてケレイト部の動静を知ったチンギス・カンはチャウルカンらを道案内とし、オン・カンの陣営を奇襲して勝利を収めた。
1206年、モンゴル高原を統一したチンギス・カンがモンゴル帝国を建国すると、チャウルカンもまた帝国の中核たる95の千人隊長の一人に任ぜられた。また、チンギス・カンによる諸子諸弟への分封が始まると、チャウルカンは早世したチンギス・カンの弟カチウンの息子アルチダイの王傅に任ぜられた。『集史』「チンギス・カン紀」ではカチウン家には「ナイマン部の千人隊」、「ウリヤンハン部の千人隊」、「タタル部の千人隊」の計3つの千人隊が与えられたと記されているが、この内「ウリヤンハン部の千人隊」とはチャウルカン率いる千人隊のことであると考えられている。
14世紀末、北元時代に入ると、モンゴル高原の東方に明朝から「兀良哈(ウリヤンハ)」と呼ばれる集団が現れ、明朝はこれに朶顔衛という名を与えた。居住地域や「ウリヤンハ」という名称などから、この朶顔衛はチャウルカンの率いていたウリヤンハン千人隊の後裔ではないかと推測されている。

## 初期カチウン・ウルスの3千人隊長
- ナイマン部のアク・スダイ
- ウリヤンハン部のチャウルカイ(Ča'urqai ＞察兀児孩,cháwùérhái)
- タタル部の千人隊長